# Masud Chosrawineżad
Masud Chosrawineżad (pers. ‌مسعود خسروی نژاد ;ur. 25 marca 1980) – irański judoka. Olimpijczyk z Aten 2004, gdzie odpadł w eliminacjach w wadze półciężkiej. 
Uczestnik mistrzostw świata w 2003. Startował w Pucharze Świata w 1998 i 2000. Piąty na igrzyskach azjatyckich w 2002. Zdobył złoty medal igrzysk Azji Zachodniej w 1997 roku.

## Letnie Igrzyska Olimpijskie 2004
| Konkurencja | Eliminacje               | Klas. końcowa |
| Konkurencja | Przeciwnik I             | Miejsce       |
| ----------- | ------------------------ | ------------- |
| 100 kg      | Dmitrij Maksimow (RUS) P | 1 runda       |